# Amp Futbol Cup 2012
Amp Futbol Cup 2012 – pierwsza edycja międzynarodowego ampfutbolowego turnieju piłkarskiego, która odbyła się w Warszawie 8 i 9 września 2012 na stadionie DOSIR przy ul. Kawęczyńskiej 44. Jego zwycięzcą została reprezentacja Anglii, która wyprzedziła Ukrainę i Polskę. W turnieju wzięło udział 5 drużyn.

## Uczestnicy

### Klasyfikacja końcowa
| Miejsce | Reprezentacja | Punkty | Mecze | Zwycięstwa | Remisy | Porażki | Br+ | Br- | +/− |
| ------- | ------------- | ------ | ----- | ---------- | ------ | ------- | --- | --- | --- |
| złoto   | Anglia        | 12     | 4     | 4          | 0      | 0       | 26  | 2   | +24 |
| srebro  | Ukraina       | 9      | 4     | 3          | 0      | 1       | 25  | 5   | +20 |
| brąz    | Polska        | 6      | 4     | 2          | 0      | 2       | 11  | 6   | +5  |
| 4.      | Irlandia      | 3      | 4     | 1          | 0      | 3       | 2   | 22  | -20 |
| 5.      | Polska B      | 0      | 4     | 0          | 0      | 4       | 1   | 30  | -29 |

## Mecze
| 8 września 2012 | Polska · Łastowski 23', 40' · Guszkiewicz 25' · Rosiek 25+1' · Kosiorek 50' | 5:0(3:0) | Irlandia | DOSiR, ul. Kawęczyńska 44, Warszawa |
|                 |                                                                             |          |          |                                     |

| 8 września 2012 | Polska B | 0:11 | Anglia | DOSiR, ul. Kawęczyńska 44, Warszawa |
|                 |          |      |        |                                     |

| 8 września 2012 | Ukraina | 8:0 | Irlandia | DOSiR, ul. Kawęczyńska 44, Warszawa |
|                 |         |     |          |                                     |

| 8 września 2012 | Polska · Rosiek 19' · Łastowski 50+1' | 2:3 | Anglia | DOSiR, ul. Kawęczyńska 44, Warszawa |
|                 |                                       |     |        |                                     |

| 8 września 2012 | Polska B | 0:14 | Ukraina | DOSiR, ul. Kawęczyńska 44, Warszawa |
|                 |          |      |         |                                     |

| 9 września 2012 | Anglia | 8:0 | Irlandia | DOSiR, ul. Kawęczyńska 44, Warszawa |
|                 |        |     |          |                                     |

| 9 września 2012 | Polska · Kabała 15' | 1:3 | Ukraina | DOSiR, ul. Kawęczyńska 44, Warszawa |
|                 |                     |     |         |                                     |

| 9 września 2012 | Polska B · Sadłowski 19' | 1:2 | Irlandia | DOSiR, ul. Kawęczyńska 44, Warszawa |
|                 |                          |     |          |                                     |

| 9 września 2012 | Anglia | 4:0 | Ukraina | DOSiR, ul. Kawęczyńska 44, Warszawa |
|                 |        |     |         |                                     |

| 9 września 2012 | Polska | wo. | Polska B | DOSiR, ul. Kawęczyńska 44, Warszawa |
|                 |        |     |          |                                     |